# 블랙 뷰티 (1994년 영화)
《블랙 뷰티》(영어: Black Beauty)는 영국에서 제작된 캐럴라인 톰프슨 감독의 1994년 가족 드라마 영화이다. 앨런 커밍, 숀 빈, 데이비드 슐리스 등이 출연하였고, 피터 맥그레거스콧 등이 제작에 참여하였다.

## 출연
- 앨런 커밍
- 줄리아 서왈라
- 캐서린 오하라
- 숀 빈
- 데이비드 슐리스
- 짐 카터
- 피터 데이비슨
- 앨런 암스트롱
- 존 매케너리
- 엘리너 브론
- 피터 쿡

## 기타 제작진
- 배역: 메리 셀웨이
- 미술: 존 복스
- 의상: 제니 베번